# Reprezentacja Korei Południowej w skokach narciarskich
Reprezentacja Korei Południowej w skokach narciarskich – grupa skoczków narciarskich wybrana do reprezentowania Korei Południowej w międzynarodowych zawodach przez Koreański Związek Narciarski.

## Historia
Reprezentanci Korei Południowej w skokach narciarskich występują w zawodach najwyższej rangi od sezonu 1997/1998. Debiutem w zawodach Pucharze Świata był występ Choia Heung-chula (który jednak wziął udział już w poprzedzającym sezon zimowy Letnim Grand Prix) w grudniu 1997 w Engelbergu, gdy w pierwszym konkursie zajął on 25. miejsce. W kwalifikacjach odpadł wówczas Choi Yong-jik, który w tamtym sezonie nie awansował do żadnego konkursu PŚ (podobnie jak wcześniej w LGP). W tym samym sezonie reprezentanci Korei Południowej wystartowali na igrzyskach olimpijskich w Nagano w 1998, w których oprócz Choia Heung-chula i Kima Hyun-ki wystartowali Kim Hyun-ki i Kim Heung-su. Najlepsze wyniki osiągnął Choi Heung-chul, który na skoczni normalnej był 46., a na dużej 40. W konkursie drużynowym Korea Południowa zajęła ostatnie, 13. miejsce. Kim Heung-su nie startował w PŚ, karierę zakończył w 2003. Choi Yong-jik zadebiutował w konkursie głównym PŚ w sezonie 1998/1999, w którym zdobył także pierwszy punkt (zajmując 30. miejsce w konkursie Turnieju Czterech Skoczni w Innsbrucku). Kim Hyun-ki w owym sezonie nie awansował do żadnego konkursu, natomiast udawało mu się to w sezonie 1999/2000, gdy także zdobył pierwsze punkty (zajmując 27. miejsce w Willingen). Czwartym koreańskim zawodnikiem startującym w PŚ był Kang Chil-ku, który w kwalifikacjach zadebiutował w sezonie 1999/2000, w konkursie głównym w sezonie 2001/2002, a jedyne punkty uzyskał w sezonie 2003/2004, zajmując 29. miejsce w Ruce. Najlepsze wyniki wśród reprezentantów Korei Południowej w PŚ uzyskiwał Choi Heung-chul, który jako jedyny plasował się w czołowej „20” konkursów – w sezonie 1999/2000 był 15. w Kuopio i 11. w Iron Mountain. W tamtym sezonie zdobył łącznie 46 punktów, kończąc go na 45. miejscu w klasyfikacji generalnej. Zawodnik ten ośmiokrotnie zajmował także (na przestrzeni lat 2001–2010) miejsca w pierwszej „20” konkursów Letniego Grand Prix (m.in. raz w 2008 i dwukrotnie w 2010 plasując się na 12. pozycji). Miejsca w pierwszej „10” konkursów LGP zajmowali Choi Yong-jik – który w 2007 w Hakubie był 9. i 8. (w klasyfikacji końcowej cyklu zajął wówczas 30. miejsce) – i Kim Hyun-ki, który w 2008 był 9. w Klingenthal. Ostatnie do tej pory punkty PŚ i LGP Koreańczycy zdobywali w 2015. W marcu 2015 w PŚ Choi Seou (wcześniej noszący imię Yong-jik) był 29. w Oslo, a w tym samym roku czterokrotnie punktował w LGP (punkty w tym cyklu uzyskał raz wówczas również Kang Chil-ku). Na igrzyskach olimpijskich, mistrzostwach świata i mistrzostwach świata w lotach Koreańczycy kilkukrotnie awansowali do serii finałowej, nie plasując się jednak nigdy w czołowej „20”.
Ekipa Korei Południowej wielokrotnie wystąpiła w konkursach drużynowych najwyższej rangi. Co dla niej charakterystyczne, startując przez wiele lat w niezmienionym składzie. Na IO w Nagano w 1998 koreański zespół tworzyli obaj wyżej wymienieni Choiowie i Kimowie, zaś w latach 2000–2016, zamiast Kima Heung-su, oprócz pozostałej trójki startował Kang Chil-ku. Najlepsze wyniki w zawodach najwyższej rangi koreańska drużyna zanotowała w 2002, zajmując 8. miejsce na IO w Salt Lake City, a wcześniej w PŚ w Sapporo. Kang Chil-ku zakończył karierę w 2016, w 2018 uczynił to Kim Hyun-ki, a w 2021 Choi Seou.
Koreańscy skoczkowie wielokrotnie zdobywali medale uniwersjady. W 2001 w Zakopanem na skoczni normalnej Choi Heung-chul był 2. indywidualnie, a zespół zajął to samo miejsce w konkursie drużynowym. W 2003 w Tarvisio (gdzie rozgrywano zawody na skoczni normalnej) zespół w konkursie drużynowym oraz Kang Chil-ku indywidualnie wywalczyli złote medale, a w Bischofshofen (gdzie odbyły się zawody na skoczni dużej) Kang Chil-ku był 2. W 2007 na skoczni normalnej w Pragelato Choi Yong-jik także był 2. indywidualnie, a drużyna również zdobyła srebrny medal. W 2009 w Harbinie na skoczni normalnej złoty medal wywalczył zarówno Kim Hyun-ki indywidualnie, jak i drużyna. Na dużej skoczni Kim Hyun-ki zdobył wówczas srebrny, a Choi Heung-chul brązowy medal. Korańczycy zdobywali medale także na rozgrywanych co kilka lat igrzyskach azjatyckich – drużyna zdobyła złoty medal w 2003 oraz brązowy w 2011 i 2017, a indywidualnie brązowy medal wywalczył w 2003 Choi Heung-chul.
Koreańscy skoczkowie odnosili również sukcesy w zawodach Pucharu Kontynentalnego. Choi Heung-chul wygrał konkursy w Schönwald (w marcu 2002), w Calgary (letniej edycji, we wrześniu 2002) oraz w Lauschy (w styczniu 2005), poza tym jeszcze stawał na podium trzykrotnie w zimowych i raz w letnich zawodach. Choi Yong-jik (Seou) czterokrotnie stawał na podium zimowych konkursów PK, m.in. wygrywając w lutym 2005 konkurs w Brotterode. Kim Hyun-ki w zawodach letniego PK w koreańskim Pjongczangu we wrześniu 2009 był 2. i 1. Także Kang Chil-ku stanął na podium zawodów LPK (we wrześniu 2002 był 3. w Calgary). W indywidualnych zawodach PK oprócz wymienionej czwórki startowali także inni koreańscy zawodnicy (Hyun Hyung-ku w latach 2003–2007, Park Je-un w 2011, Lee Ju-chan w 2016, Si Jeong-heon w 2017, Cho Sung-woo w latach 2018–2021 oraz Jang Sunwoong od 2024), jednak żaden z nich nie zdobył punktów.
W skokach kobiecych pojawiła się jedna reprezentantka Korei Południowej w zawodach międzynarodowych (nie licząc konkursu dzieci) – Park Guy-lim. W 2015 debiutowała w Pucharze Karpat, a także w konkursach FIS Cup i Pucharu Kontynentalnego. W 2016 była 42., a w 2019 26. na mistrzostwach świata juniorów. W sezonie 2016/2017 kilkukrotnie odpadała w kwalifikacjach do konkursów Pucharu Świata, natomiast zadebiutowała w konkursach w koreańskim Pjongczangu, do których nie było kwalifikacji. W pierwszym z nich, 15 lutego 2017, zajęła 30. miejsce, zdobywając 1 punkt. 14 grudnia 2018 stanęła na podium zawodów PK, zajmując 3. miejsce w Notodden. Drugi w karierze punkt PŚ zdobyła 9 marca 2020 w Lillehammer. W 2022 podjęła decyzję o zakończeniu kariery.

## Kadra na sezon 2024/2025
Na sezon 2024/2025 powołano kadrę narodową składającą się z dwóch zawodników.
- Trener: Kim Hyun-ki
- Zawodnicy: Choi Heung-chul, Jang Sun-woong

## Trenerzy
- Jochen Danneberg (1995–?, 1998–2007)
- Kim Heung-su (2007–2012)
- Wolfgang Hartmann (2012–2016)
- Jure Radelj (2016–2017)
- Jochen Danneberg (2017–2018)
- Kang Chil-ku (2018–2020)
- Kim Heung-su (2020–?)
- Kim Hyun-ki